# Рогоња (сингл Томе Здравковића)
Рогоња  је сингл Томе Здравковића из 1968. године.